# Eleonore Dörner
Eleonore Dörner (* 20. November 1912 in Perleberg als Eleonore Benary; † 8. Juni 1997 in Nürnberg) war eine deutsche Germanistin und Schriftstellerin.

## Leben
Eleonore Dörner wurde als älteste Tochter des Oberstleutnants und Schriftstellers Albert Benary und seiner Ehefrau Clara, geborene Hoepke, geboren. Sie stammte aus einer Familie, in der sich verschiedene akademische Traditionen fanden: einer ihrer Urgroßväter war der Klassische Philologe Albert Agathon Benary, ein anderer der Anatomieprofessor Leonard Landois, ihr Onkel Hermann Hoepke war Anatom. Bei ihnen zu Hause wurde viel vorgelesen und Wert auf klassische Sprachen und Musik gelegt. Durch die preußische Offizierslaufbahn ihres Vaters zog die Familie häufig um. Ihre Schulbildung erhielt sie in der Grundschule in Karlsruhe, im Lyzeum zu Stendal, in der Cecilienschule in Berlin-Wilmersdorf und auf dem humanistischen Gymnasium in Lyck (Ostpreußen), das sie als einziges Mädchen besuchte. In der Evangelischen Kirche zu Lyck wurde sie am 18. März 1928 mit dem Konfirmationsspruch „Sei getreu bis an den Tod, so will ich Dir die Krone des Lebens geben.“ (Offenbarung 2, 10) eingesegnet. Die letzten Schuljahre verbrachte sie in der Staatlichen Augustaschule in Berlin, die sie am 2. März 1931 mit dem Zeugnis der Reife verließ. Vor allem zu den Mitschülerinnen aus Berlin hielt sie ihr Leben lang engen Kontakt.
Dörner studierte danach Germanistik, Geschichte, Geographie und Philosophie und zwar im Sommersemester 1931 an der Universität Greifswald, wo sie bei ihrer Urgroßmutter Clara Landois, der Witwe des Greifswalder Universitätsrektors Leonard Landois (Bruder von Hermann Landois) wohnte, der sie „in Verehrung und Dankbarkeit“ ihre Dissertation widmete. Vom Wintersemester 1931/32 bis zum Sommersemester 1932 studierte sie in Freiburg im Breisgau, wo sie neben Vorlesungen bei Arnold Berney, Hermann Heimpel, Walther Kolbe, Hans Mortensen, Gerhard Ritter, Georg Stieler, Ludwig Sütterlin, Friedrich Wilhelm und Philipp Witkop schon als Zweitsemester ein Oberseminar bei Martin Heidegger besuchte, nachdem sie nachweisen konnte, alle Dialoge Platons auf Griechisch gelesen zu haben. Im Wintersemester 1932/33 studierte sie in Berlin bei den Professoren Baron, Caspar, Nicolai Hartmann, Fritz Hartung, Hübner, Heinrich Maier, Petersen und Rühl, und vom Sommersemester 1933 an wieder in Greifswald, wo sie Veranstaltungen bei Erich Boehringer, Gustav Braun, Fritz Curschmann, Carl Engel, Werner Frauendienst, Wilhelm Hartnack, Heller, Adolf Hofmeister, Günther Jacoby, Kaiser, Josef Keil, Lutz Mackensen, Leopold Magon, Bruno Markwardt, Johannes Paul, Hans Pichler, Walther Schulze-Soelde, Otto Schmitt und Wolfgang Stammler besuchte. Ihre Promotion erfolgte mit einer Arbeit zum Thema Liedformen der deutschen Mystik im 14. und 15. Jahrhundert bei Wolfgang Stammler an der Universität Greifswald. Leopold Magon war der Korreferent bei der mündlichen Prüfung am 6. Dezember 1935; zeit ihres Lebens fühlte sich Eleonore Dörner dem heiligen Nikolaus darum besonders verbunden, dem sie auch eine Studie Von Kleinasien in die deutschen Kinderstuben widmete.
Zwei Jahre später heiratete sie den Altertumswissenschaftler Friedrich Karl Dörner; sie zogen nach Istanbul. 1942 wurde in Wien ihre einzige Tochter Susanne geboren, die 1967 den Theologen Johannes Lähnemann heiratete. Mit ihrem Mann bereiste sie mehrfach den Mittelmeerraum und nahm an den von ihm geleiteten Ausgrabungen in Kommagene teil. 1985 zog sie mit ihrem Mann zu ihrer Tochter und den drei Enkelinnen Henrike, Charlotte und Luise Lähnemann nach Nürnberg, wo sie ihre rege Vortragstätigkeit entfaltete, unter anderem für den Verband Frau und Kultur und den Verein der Pontos-Griechen. Sie veröffentlichte mehrere Arbeiten zur Geschichte der Archäologie, unter anderem zu Carl Humann, und anschauliche Berichte von den Ausgrabungen (Bei den Gottkönigen in Kommagene). Zunehmend publizierte sie auch Übersetzungen aus den Sprachen, die sie sich systematisch aneignete; nachdem sie in der Schule Latein, Griechisch, Französisch und Englisch gelernt hatte, eignete sie sich für die Ausgrabungen auch Türkisch an, Italienisch für die zahlreichen Studienaufenthalte in Italien, wo das Ehepaar sich am Lago Maggiore eine seconda patria eingerichtet hatte, Neugriechisch, Niederländisch und schließlich Spanisch, als sie noch kurz vor ihrem Tod ihre Nichten in Argentinien besuchte. Gegen Ende ihres Lebens veröffentlichte sie zwei Bände mit eigenen Märchen, der erste illustriert von Ingrid Schaar.

## Schriften

Titelblatt zu Bei den Gottkönigen in Kommagene

- (als Eleonore Benary): Liedformen der deutschen Mystik im 14. und 15. Jahrhundert, Dissertation Greifswald 1936 (PDF).
- Kommagene heute – Impressionen von Land und Leuten. In: Friedrich Karl Dörner: Kommagene – ein wiederentdecktes Königreich. Mit Bildern einer Malerreise von Alexej von Assaulenko und Beiträgen von Katharina von Assaulenko, Eleonore Dörner und Christian Jenssen. Codex-Verlag, Grundholzen, Böblingen, 1966–1971, S. 106–141.
- mit Theo G. Hellenkemper: Eine Fahrt in das vergessene Königreich von Kommagene. Tropon-Arzneimittel, Köln 1973 (pons-Reisehefte).
- mit Friedrich Karl Dörner: Kultbild und Porträt. Frauenbildnisse im griechischen Altertum. Raggi, Feldmeilen 1977 (Antike Welt. Sonderheft 1977).
- Bei den Gottkönigen in Kommagene. Erlebnisse in einem deutschen Ausgrabungslager im Osten der Türkei. Knoth, Melle 1983, ISBN 3-88368-063-X (Schriften der Hermann-Bröckelschen-Stiftung, Band 6) (PDF).
- mit Friedrich Karl Dörner: Von Pergamon zum Nemrud Dağ. Die archäologischen Entdeckungen Carl Humanns. von Zabern, Mainz 1989, ISBN 3-8053-0998-8 (Kulturgeschichte der Antiken Welt, Band 40; Schriften der Hermann-Bröckelschen-Stiftung, Band 8).
  - auch: Nemrut Dağinda ilâhlar arasinda. Kültür Bakanlığı, Ankara 1992, ISBN 975-17-0188-0 (Kültür Bakanlığı yayınları, Band 960; Dünya edebiyatı dizisi, Band 3).
- Der Berglöwe und zwölf wunderbare Geschichten. Märchen aus unserer Zeit. EB-Verlag, Hamburg 1992, ISBN 3-923002-67-X (PDF).
- Liebende Herzen in Trapezunt und andere Märchen aus unseren Tagen. Verlag Peter Athmann, Nürnberg 1997.